# ووهیپنو
ووهیپنو (انگلیسی: Vohipeno) یک شهرک در ماداگاسکار است.